# Linha proibida
Em física e química, uma linha proibida ou mecanismo proibido é uma raia espectral emitida por átomos submetidos a transições de energia não permitidas normalmente pelas regras de seleção da mecânica quântica.
Em química, proibido significa absolutamente impossível devido às leis naturais, mas com a assunção de um ideal de simetria.
Em física, significa que o processo não pode continuar pela rota mais eficiente (dipolo elétrico). Embora as transições sejam nominalmente proibidas, a sua ocorrência espontânea não é impossível caso de um átomo ou molécula se elevar a um estado excitado. Mais precisamente, existe uma certa probabilidade de que um átomo excitado faça uma transição proibida para um estado de energia mais baixo por unidade de tempo; por definição, esta probabilidade é muito menor da que a de qualquer transição permitida pelas regras de seleção. Portanto, se um estado pode desexcitar através de uma transição permitida  ou através de colisões, por exemplo) seguramente, fará isto em lugar de  tomar uma rota proibida. Contudo, as transições proibidas são improváveis tão somente de um modo relativo; os estados que somente podem degenerar assim (denominado estado metaestável) normalmente têm uma vida da ordem de milissegundos, comparado com menos de um microssegundo para a decomposição através de transições permitidas.
As emissões de linhas proibidas apenas são observadas em gases de extremamente baixa densidade e em plasmas, quer no espaço exterior ou no extremo superior da atmosfera terrestre. Até mesmo o laboratório de vazio mais potente da Terra é ainda denso demais para que as linhas de emissão proibidas ocorram antes que os átomos se desexcitem por colisões. Contudo, no espaço as densidade pode ser de apenas poucos átomos por centímetro cúbico, tornando pouco prováveis tais colisões atômicas. Nessas condições, cada vez que um átomo ou molécula é excitada, por qualquer motivo, para um estado metaestável, é quase seguro que degenerará emitindo fotões de linhas proibidas. Como os estados metaestáveis são bastante comuns, as transições proibidas são uma percentagem significativa dos fotões emitidos pelo gás de ultra baixa densidade do espaço.
As transições de linhas proibidas são escritas pondo parênteses quadrados em redor da espécie atômica ou molecular em questão, por exemplo [O III] ou [S II], As linhas proibidas de nitrogênio ([N II] a 654,8 e 658,4 nm), enxofre ([S II] a 671,6 e 673,1 nm), e oxigênio ([O II] a 372,7 nm, e [O III] a 495,9 e 500,7 nm) observam-se habitualmente plasma astrofísico. Estas linhas são extremamente importantes no equilíbrio energético de nebulosas planetárias e regiões H II. Também a linha de hidrogênio de 21 cm é de capital importância na radioastronomia, ao amostrar gás de hidrogênio neutro muito frio.